# Jan Bystroń (1860–1902)
Jan Bystroń, pseud. Marian Czeszewski (ur. 13 czerwca 1860 w Dolnych Datyniach, zm. 30 czerwca 1902 w Krakowie) – polski językoznawca.

## Życiorys
Pochodził z rodziny chłopskiej, był synem Jana i Anny Klimszy. Uczęszczał do szkoły ludowej w Błędowicach Dolnych, następnie do gimnazjum niemieckiego w Cieszynie (ukończył je w 1881). W latach 1881–1886 studiował slawistykę, germanistykę i filologię klasyczną na Uniwersytecie Jagiellońskim (m.in. pod kierunkiem Kazimierza Morawskiego i Wilhelma Creizenacha); w 1886 obronił doktorat na podstawie pracy O mowie polskiej w dorzeczu Stonawki i Łucyny w Księstwie Cieszyńskim, przygotowanej pod kierunkiem Lucjana Malinowskiego. Uzupełniał studia w Lipsku (1886–1887). Od 1888 pracował jako nauczyciel gimnazjalny, uczył języka polskiego i niemieckiego w III Gimnazjum w Krakowie (1888–1889 i 1891–1902) oraz języka niemieckiego i języków klasycznych w C. K. Gimnazjum w Stryju (1889–1891).
Zajmował się historią języka polskiego, etnografią, lituanistyką. Szczególnym jego zainteresowaniem cieszyły się dialekty polskie na Śląsku Cieszyńskim; prace Bystronia poświęcone tej tematyce miały później znaczenie w debacie o polskości tych ziem. Zbierał pieśni ludowe ze Śląska Cieszyńskiego, badał także gwary słoweńskie oraz zabytki języka niemieckiego. W 1894 przygotował wydanie dzieła Historye rzymskie (Gesta Romanorum). Współpracował z pismami „Gwiazdka Cieszyńska” i „Slovansky Sbornik”.
W 1894 został członkiem korespondentem AU; należał także do Poznańskiego Towarzystwa Przyjaciół Nauk (1887 członek korespondent) oraz Towarzystwa Literackiego w Tylży. Ożenił się z Marią, córką Andrzeja Cinciały, etnografa i śląskiego działacza społecznego; z tego małżeństwa urodził się syn Jan Stanisław (1892–1964), socjolog, historyk kultury i literatury, folklorysta.
Pochowany został na cmentarzu Rakowickim w Krakowie, w kwaterze 40.

## Publikacje (wybór)
- Rok 1863 w literaturze niemieckiej (1883)
- Rozbiór porównawczy znanych dotąd najdawniejszych tekstów Modlitwy Pańskiej, Pozdrowienia Anielskiego, Składu Apostolskiego i Dziesięciorga Przykazań (1885)
- Przyczynek do historyi języka polskiego z początku XV wieku. Na podstawie zapisków sądowych w księdze ziemi czerskiej (1887)
- Lessings Epigramme und seine Arbeiten zur Theorie des Epigramms (1889)
- O szyku wyrazów w języku polskim (1892)
- Drobne przyczynki do składni polskiej z uwględnieniem składni języków klasycznych (1893)
- O języku Baltazara Opecia w dziele „Żywot Jezu Krysta” (1893)
- O użyciu genetivu w języku polskim (1893)[3]
- Przyczynek do bibljografii litewskiej (1893)

## Literatura dodatkowa
- Bystroń Jan. W: Kazimierz Nitsch: Polski Słownik Biograficzny. T. 3: Brożek Jan – Chwalczewski Franciszek. Kraków: Polska Akademia Umiejętności – Skład Główny w Księgarniach Gebethnera i Wolffa, 1937, s. 171–172 Reprint: Zakład Narodowy im. Ossolińskich, Kraków 1989, ISBN 83-04-03291-0.